# Живой огонь (альбом)
| Оценки критиков | Оценки критиков |
| Источник        | Оценка          |
| --------------- | --------------- |
| Darkside        | 9/10            |

«Живо́й ого́нь» — третий концертный альбом группы Ария, выпущенный в 2004 году. Альбом состоит из 20 треков, разбитых на 2 диска. Запись производилась в Москве, в ДС Лужники, 18 ноября 2003 года. Также выпущен двойной DVD с аналогичной программой.

## Список композиций

### Диск 1
Общая длительность — 52:58
Все тексты написаны Маргаритой Пушкиной, если не указано другое.
| №   | Название               | Текст песни    | Музыка                     | Длительность |
| --- | ---------------------- | -------------- | -------------------------- | ------------ |
| 1.  | «Интро» (инструментал) | —              | Ария                       | 1:42         |
| 2.  | «Патриот»              |                | Владимир Холстинин         | 4:04         |
| 3.  | «Битва»                |                | Сергей Попов               | 5:16         |
| 4.  | «Раскачаем этот мир»   |                | Виталий Дубинин, Холстинин | 5:50         |
| 5.  | «Колизей»              | Александр Елин | В.Холстинин                | 6:13         |
| 6.  | «Обман»                |                | Холстинин, Дубинин         | 5:04         |
| 7.  | «Крещение огнём»       |                | Дубинин                    | 5:47         |
| 8.  | «Бал у князя тьмы»     |                | Дубинин                    | 5:42         |
| 9.  | «Антихрист»            |                | Дубинин, Холстинин         | 4:55         |
| 10. | «Кровь за кровь»       |                | Дубинин, Холстинин         | 7:32         |
| 11. | «Ангельская пыль»      |                | Дубинин, Холстинин         | 5:51         |

### Диск 2
Общая длительность — 1:03:54
Все тексты написаны Маргаритой Пушкиной, если не указано другое.
| №  | Название                        | Текст песни    | Музыка                 | Длительность |
| -- | ------------------------------- | -------------- | ---------------------- | ------------ |
| 1. | «Палач»                         |                | Холстинин              | 8:24         |
| 2. | «Бой продолжается»              |                | Дубинин, Холстинин     | 6:10         |
| 3. | «Там высоко»                    |                | Дубинин                | 5:21         |
| 4. | «Штиль»                         |                | Дубинин                | 6:18         |
| 5. | «Герой асфальта»                |                | Сергей Маврин, Дубинин | 5:16         |
| 6. | «Осколок льда»                  |                | Дубинин                | 8:35         |
| 7. | «Баллада о древнерусском воине» |                | Холстинин, Дубинин     | 8:57         |
| 8. | «Небо тебя найдёт»              | Александр Елин | Холстинин              | 5:38         |
| 9. | «Улица роз»                     |                | Дубинин                | 9:11         |

### DVD
DVD 1 и DVD 2 содержат запись концерта, разбитую на 11 и 9 треков соответственно, аналогичную записям на дисках CD 1 и CD 2.

## Состав группы
На момент проведения концерта в состав группы входили:
- Артур Беркут — вокал
- Виталий Дубинин — бас-гитара, вокал
- Владимир Холстинин — гитара
- Сергей Попов — гитара
- Максим Удалов — барабаны